# Яблуко (фільм, 1998)
«Яблуко» (перс. سیب, трансліт. Sib) — ірано-французький драматичний фільм 1998 року, повнометражний режисерський дебют іранської режисерки Саміри Махмальбаф. Сюжет стрічки засновано на реальній історії, де герої грають самих себе. Фільм брав участь в секції «Особливий погляд» на 51-му Каннському кінофестивалі .

## Сюжет
Багато років батько тримав у домашньому ув'язненні двох своїх одинадцятирічних доньок. Сусіди, дізнавшись про це, повідомили в Міністерство соціального захисту, але дівчатка вже настільки відстали в розвитку, що не можуть спілкуватися з однолітками. Після реабілітаційних заходів влада повертає сестер батьку з умовою, щоб він більше не замикав їх. Але він знову став тримати доньок узаперті. Няня-вихователька, яка приходить для того, щоб сестри могли погратися на вулиці, вимушена насильно замкнути їхнього батька в будинку.

## У ролях
| • Массумех Надері   | … | Массумех |
| • Зара Надері       | … | Зара     |
| • Горбан Алі Надері | … | батько   |
| • Азізе Мохаммаді   | … | Азізе    |

## Знімальна група
- Автор сценарію — Мохсен Махмальбаф, Саміра Махмальбаф
- Режисер-постановник — Саміра Махмальбаф
- Продюсер — Ірадж Сарбас
- Оператор — Мохамед Ахмаді, Ібрагім Гафорі
- Монтаж — Мохсен Махмальбаф

## Нагороди та номінації
| Список нагород та номінацій                                 | Список нагород та номінацій | Список нагород та номінацій                                   | Список нагород та номінацій | Список нагород та номінацій | Список нагород та номінацій |
| Кінопремія                                                  | Рік                         | Категорія                                                     | Номінант(и)                 | Результат                   |                             |
| ----------------------------------------------------------- | --------------------------- | ------------------------------------------------------------- | --------------------------- | --------------------------- | --------------------------- |
| Каннский міжнародний кінофестиваль                          | 1998                        | Приз «Особливий погляд»                                       | Яблуко                      | Номінація                   |                             |
| Каннский міжнародний кінофестиваль                          | 1998                        | Золота камера                                                 | Яблуко                      | Номінація                   |                             |
| Міжнародний кінофестиваль у Локарно                         | 1998                        | Приз ФІПРЕССІ                                                 | Яблуко                      | Перемога                    |                             |
| Британський інститут кінематографії                         | 1998                        | Сазерленд Трофі                                               | Саміра Махмальбаф           | Перемога                    |                             |
| Кінофестиваль в Салоніках                                   | 1998                        | Золотий Александр                                             | Яблуко                      | Номінація                   |                             |
| Кінофестиваль в Салоніках                                   | 1998                        | Спеціальна згадка                                             | Яблуко                      | Перемога                    |                             |
| Міжнародний кінофестиваль у Вальядоліді                     | 1998                        | Золотий колос                                                 | Яблуко                      | Номінація                   |                             |
| Міжнародний кінофестиваль у Вальядоліді                     | 1998                        | Приз молодіжного журі — Спеціальна згадка                     | Яблуко                      | Перемога                    |                             |
| Токійський міжнародний кінофестиваль                        | 1998                        | Гран-прі Токіо                                                | Яблуко                      | Номінація                   |                             |
| Міжнарродний кінофестиваль незалежного кіно в Буенос-Айресі | 1999                        | Найкращий фільм                                               | Яблуко                      | Номінація                   |                             |
| Міжнарродний кінофестиваль незалежного кіно в Буенос-Айресі | 1999                        | Приз Міжнародної Католицької організації в царині кіно (OCIC) | Яблуко                      | Перемога                    |                             |
| Міжнарродний кінофестиваль незалежного кіно в Буенос-Айресі | 1999                        | Приз глядачів                                                 | Яблуко                      | Перемога                    |                             |
| Мюнхенський кінофестиваль                                   | 1999                        | Приз «Одне майбутнє» — Почесна згадка                         | Саміра Махмальбаф           | Перемога                    |                             |